# XXV століття до н. е.

## Події
- відкриття Сирійської пустелі і Мертвого моря (держава Ебла);
- відкриття шумерами північно-східного узбережжя Аравійського півострова;